# Olocuilta
Olocuilta – miasto w Salwadorze, w departamencie La Paz.